# Delias oraia
Delias oraia är en fjärilsart som beskrevs av William Doherty 1891. Delias oraia ingår i släktet Delias och familjen vitfjärilar. Inga underarter finns listade i Catalogue of Life.